# Freek Gordijn
Freek Gordijn (8 februari 1921 – Den Haag, 21 augustus 1982) was een Nederlands dammer die in 1949 Nederlands kampioen dammen werd. Gordijn was nationaal grootmeester. Hij schreef ook een boek over het openingsrepertoire.

## Nederlands kampioenschap

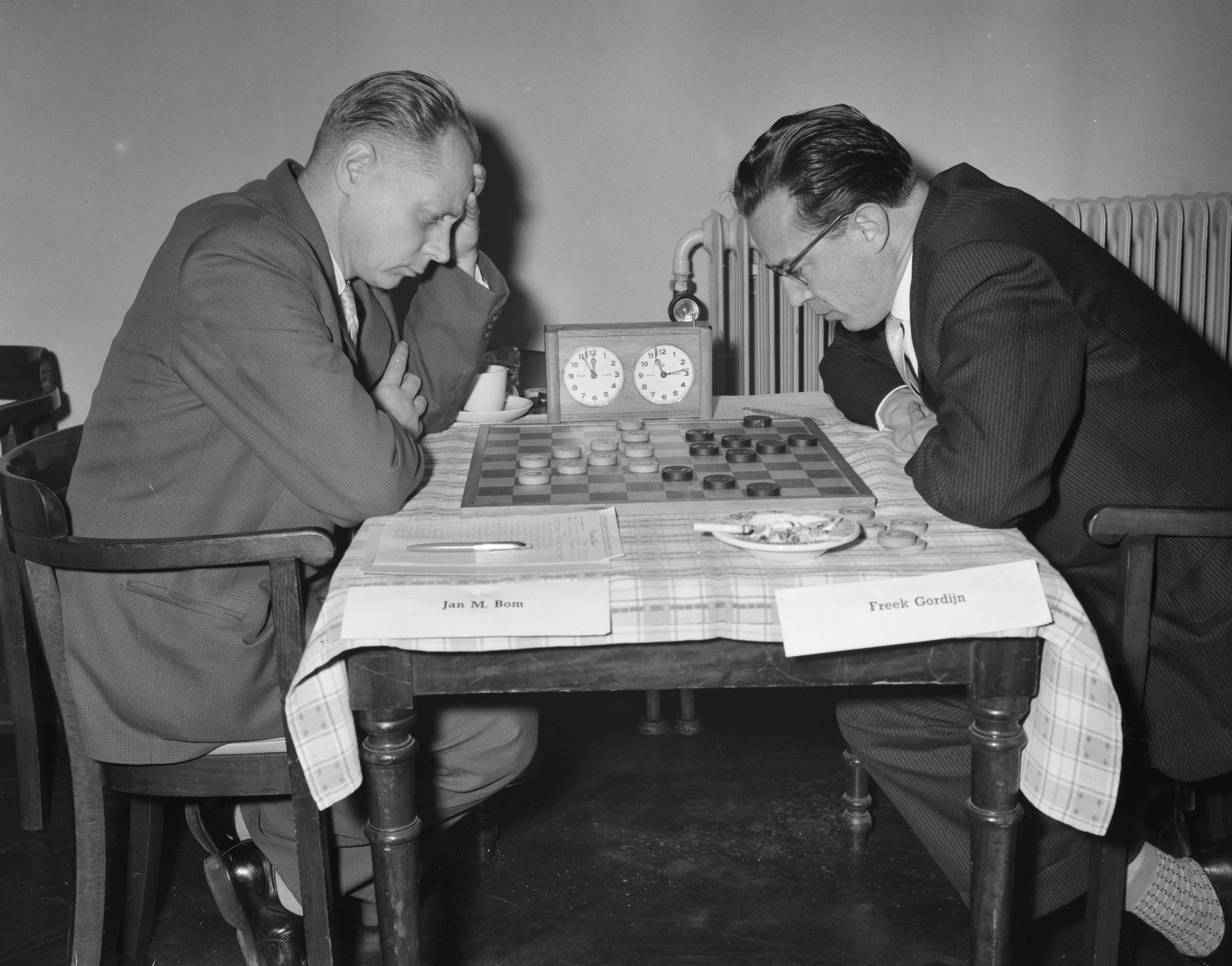
Freek Gordijn (rechts) tegen Jan Bom in 1960.

Gordijn deed 14 keer mee aan het Nederlands kampioenschap. Hij behaalde eenmaal, in 1949, de eerste plaats. De volledige resultaten van Gordijn tijdens het Nederlands kampioenschap:
- NK 1949 - eerste plaats met 22 punten uit 14 wedstrijden, Reinier Cornelis Keller en Geert van Dijk eindigden tweede met 20 punten.
- NK 1950 - gedeelde derde plaats met 13 punten uit 11 wedstrijden.
- NK 1951 - elfde plaats met 5 punten uit 10 wedstrijden.
- NK 1954 - gedeelde zesde plaats met 13 punten uit 13 wedstrijden.
- NK 1956 - gedeeld vijfde met 15 punten uit 14 wedstrijden.
- NK 1959 - gedeelde vierde plaats met 15 punten uit 13 wedstrijden.
- NK 1960 - derde plaats met 18 punten uit 15 wedstrijden.
- NK 1961 - gedeelde derde plaats met 17 punten uit 13 wedstrijden.
- NK 1963 - gedeelde elfde plaats met 11 punten uit 13 wedstrijden.
- NK 1964 - vierde plaats met 18 punten uit 15 wedstrijden.
- NK 1965 - gedeelde achtste plaats met 12 punten uit 13 wedstrijden.
- NK 1970 - gedeelde negende plaats met 9 punten uit 11 wedstrijden.
- NK 1972 - gedeelde derde plaats met 12 punten uit 11 wedstrijden.
- NK 1973 - gedeelde vierde met 15 punten uit 13 wedstrijden.

## Wereldkampioenschappen

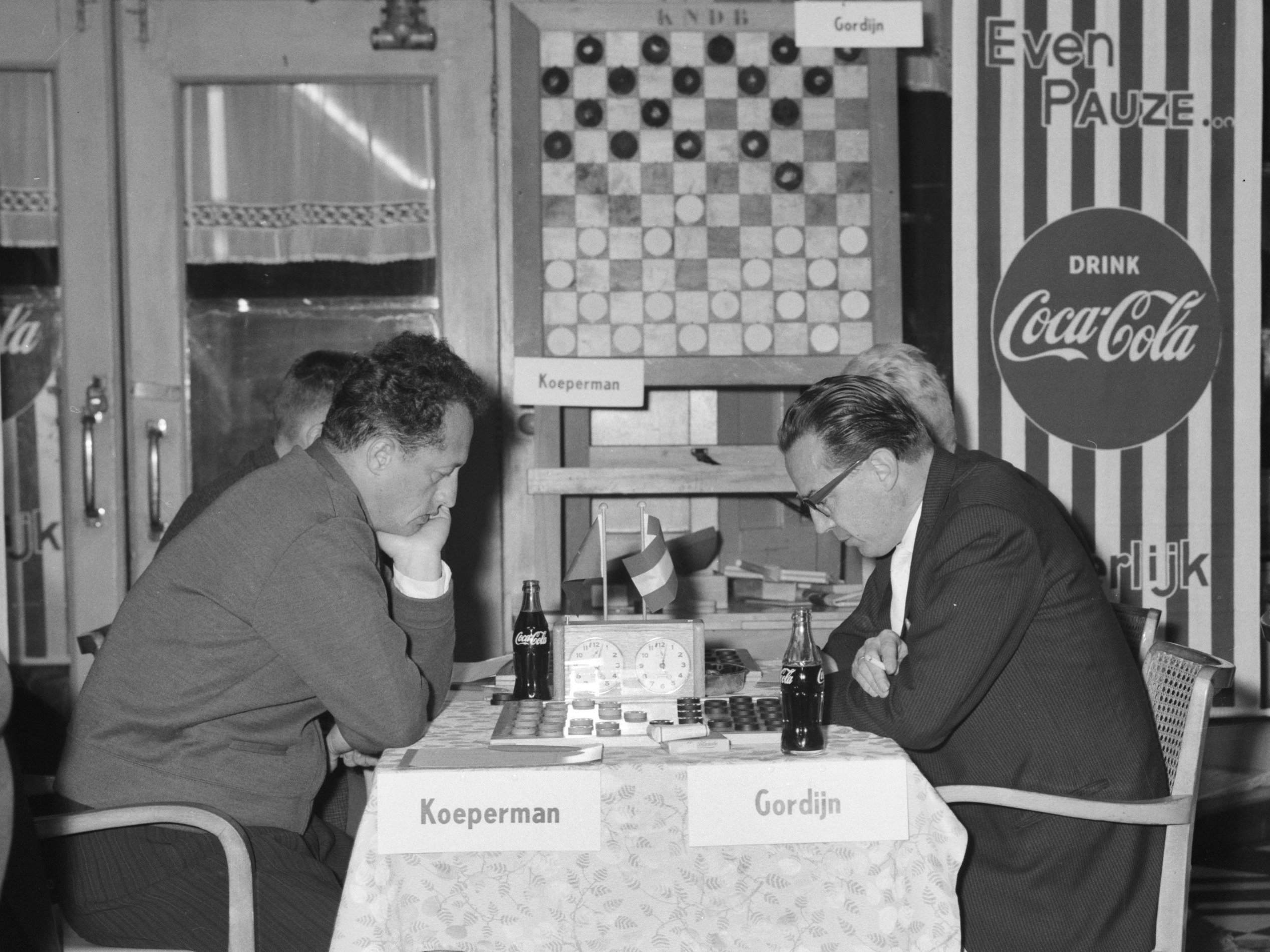
Freek Gordijn (rechts) tegen Iser Koeperman tijdens het WK in 1960

Freek Gordijn deed eenmaal mee aan het toernooi om de wereldtitel, in 1960.
- WK 1960 - gedeelde zesde plaats met Jan Bom met 26 punten uit 26 wedstrijden (tegen elke tegenstander werd tweemaal gespeeld).

## Boeken
- F. Gordijn: Honderd combinaties in de openingen. Voor beginners en gevorderden. 's-Gravezande , Van Deventer, 1962